# 17356 Vityazev
17356 Vityazev è un asteroide della fascia principale. Scoperto nel 1978, presenta un'orbita caratterizzata da un semiasse maggiore pari a 2,2324095 UA e da un'eccentricità di 0,2221320, inclinata di 6,11359° rispetto all'eclittica.